# 94
Năm 94 là một năm trong lịch Julius. 